# Roger Hermans
Roger Hermans (Lommel, 18 juni 1950) is een voormalig Belgisch profvoetballer. Tussen 1972 en 1974 was hij doelman van Club Brugge. 

## Carrière
Hermans startte zijn carrière bij Overpelt-Fabriek in Derde klasse. Club Brugge haalde hem er in 1972 weg. Hermans werd bij blauw-zwart de doublure van Luc Sanders. In zijn eerste seizoen, waarin Hermans drie competitiewedstrijden speelde, werd Club Brugge voor het eerst in 53 jaar landskampioen. Hermans speelde in het seizoen 1973/74 nog vijf competitiewedstrijden. Hij kwam ook in actie in de Europacup I: in de terugwedstrijd van de tweede ronde viel hij in de 64e minuut in voor Sanders bij een 3-3-stand. Ottmar Hitzfeld, de latere trainer van onder andere Bayern München, scoorde nog drie keer, waardoor de wedstrijd op 6-4 eindigde.
Na twee seizoenen bij Club Brugge stapte hij in 1974 over naar SV Waregem. Hij sloot zijn carrière af bij SC Hasselt.